# Jeseritz
Jeseritz ist ein Ortsteil der gleichnamigen Ortschaft der Hansestadt Gardelegen im Altmarkkreis Salzwedel in Sachsen-Anhalt, Deutschland.

## Geografie
Jeseritz, ein Rundlingsdorf mit Kirche, liegt etwa sieben Kilometer nördlich von Calvörde zwischen der Colbitz-Letzlinger Heide und dem Naturpark Drömling. Die Gardelegener Altstadt befindet sich rund 12 km nordöstlich. Durch das Dorf fließt der Bauerngraben Jeseritz. In nördliche Richtung fließt der Grenzgraben.

## Geschichte

### Mittelalter bis Neuzeit
Das Rundlingsdorf hatte wohl ursprünglich einen Eingang im Westen.
Jeseritz fand seine erste urkundliche Erwähnung im Jahre 1345 in Zusammenhang mit dem Gericht Calvörde.
Im Jahre 1534 waren die von Alvensleben vom Kloster Königslutter mit Jeseritz und den wüsten altmärkischen Feldmarken Platin, Pokal und Kemeritz belehnt worden, die im 14. und 15. Jahrhundert zu Jeseritz kamen. Aus dem Jahre 1574 ist ein Vertrag zwischen Ludolf von Alvensleben und der Dorfschaft Jeseritz überliefert.
Peter Wilhelm Behrens wertete 1844 die Akten der früheren calvördischen Amtsregistratur aus. Er leitete den Namen des Dorfes Jeseritz, vormals Jesertze vom slavischen jesere (See) ab. Er vermutet als ältesten deutschen Namen des Dorfes Buhne, da sich damals in der Nähe der Buhnenbusch befand. Die ersten Ansiedler sollen Kohlenbrenner und Holzhauer gewesen sein, die sich bei dem herrschaftlichen Sandkrug an der Landwehr der Nordgrenze des Amtes Calvörde niederließen. Sie war eine Erdfeste (kleiner Hügel) mit Graben, einer Dornenhecke („Knick“) längs eines Baches und einem Durchgang mit Tor und Schlagbaum.
1842 brannte das Dorf ab und wurde nebst einer Kapelle neu aufgebaut. 1877 brannte das Dorf erneut ab, die heutige Kirche wurde neu errichtet.
Die historische Bevölkerung von Jeseritz ist für die Jahre 1674 bis 1808 in einem Ortsfamilienbuch dokumentiert.
Historisch ist Jeseritz mit dem Flecken Calvörde verbunden, beide gehörten zur Exklave Calvörde des Herzogtums Braunschweig-Lüneburg, später Herzogtum Braunschweig und Freistaat Braunschweig.

### Zerstörung der Windmühle am Sandkrug
Am 12. Dezember 1828 schlug um 4 Uhr morgens ein Blitz die Windmühle auf dem Sandkrug zu Jeseritz ein. Der Blitz entzündete die Mühle und spaltete den Mühlstein. Der Sohn des Müllers befand sich mit einem andern 15-jährigen Burschen auf der kleinen Mühlstube. Beide wurden zu Boden geschlagen, erholten sich aber wieder. Die Mühle brannte ab.

### Eingemeindungen
Das Dorf gehörte von 1807 bis 1813 zum Kanton Calvörde auf dem Territorium des napoleonischen Königreichs Westphalen. 
Bis 1945 gehörte die Gemeinde Jeseritz zur Exklave Amt Calvörde im Landkreis Helmstedt im Land Braunschweig. Sie kam anschließend zum Landkreis Gardelegen, am 1. Juli 1994 zum heutigen Altmarkkreis Salzwedel und später zur am 1. Januar 2005 gegründeten Verwaltungsgemeinschaft Südliche Altmark.
Durch einen Gebietsänderungsvertrag beschloss der Gemeinderat der Gemeinde Jeseritz am 15. Juni 2009, dass die Gemeinde Jeseritz in die Hansestadt Gardelegen eingemeindet wird. Dieser Vertrag wurde vom Landkreis als unterer Kommunalaufsichtsbehörde genehmigt und trat am 1. Januar 2010 in Kraft.
Nach Eingemeindung der bisher selbstständigen Gemeinde Jeseritz wurde Jeseritz Ortsteil der Hansestadt Gardelegen. Für die eingemeindete Gemeinde wurde die Ortschaftsverfassung nach den §§ 86 ff. Gemeindeordnung Sachsen-Anhalt eingeführt. Die eingemeindete Gemeinde Jeseritz und künftige Ortsteil Jeseritz wurde zur Ortschaft der aufnehmenden Hansestadt Gardelegen. In der eingemeindeten Gemeinde und nunmehrigen Ortschaft Jeseritz wurde ein Ortschaftsrat mit sieben Mitgliedern einschließlich Ortsbürgermeister gebildet.

### Einwohnerentwicklung
| Jahr | Einwohner |
| ---- | --------- |
| 1790 | [0]214    |
| 1847 | [0]245    |
| 1895 | [0]333    |
| 1933 | 353       |
| 1939 | 313       |
| 1946 | 522       |

| Jahr | Einwohner |
| ---- | --------- |
| 1964 | 392       |
| 1971 | 376       |
| 1990 | [00]307   |
| 2006 | [00]287   |
| 2009 | [00]284   |
| 2012 | [00]252   |

| Jahr | Einwohner |
| ---- | --------- |
| 2021 | [0]205    |
| 2022 | [0]215    |

Quelle, wenn nicht angegeben: bis 1971 Unterlagen der Volkszählung

## Religion
Die protestantischen Christen aus Jeseritz sind evangelisch-lutherischer Konfession und gehören zur Kirchengemeinde Jeseritz-Parleib/Altmark im Pfarrverband Calvörde-Uthmöden der Propstei Vorsfelde, Evangelisch-lutherische Landeskirche in Braunschweig.
Die katholischen Christen gehören zur Pfarrei St. Hildegard in Gardelegen im Dekanat Stendal im Bistum Magdeburg.

## Politik

### Ortsbürgermeister
Der Ortsbürgermeister der Ortschaft Jeseritz ist Reiner Köhler.

### Ortschaftsrat
Bei der Ortschaftsratswahl am 26. Mai 2019 waren 6 Sitze zu besetzen. Es konnten nach der Wahl nur 4 Sitze vergeben werden, an zwei Einzelkandidaten je ein Sitz. Zwei Sitze errangen der CDU-Kandidat und ein Einzelkandidat.

## Kultur und Sehenswürdigkeiten
- Die evangelisch-lutherische Dorfkirche Jeseritz ist ein rechteckiger, verschalter Fachwerkbau mit Dachreiter und stammt aus dem Jahre 1877.[8]
- In Jeseritz steht ein Denkmal für die Gefallenen des Ersten Weltkrieges aus rotem Sandstein, darin drei schwarze Tafeln.[17]